# Hexatoma (Eriocera) magistra
Hexatoma (Eriocera) magistra is een tweevleugelige uit de familie steltmuggen (Limoniidae). De soort komt voor in het Neotropisch gebied.